# (13253) Stejneger
(13253) Stejneger ist ein Asteroid des Hauptgürtels, der am 26. Juli 1998 vom belgischen Astronomen Eric Walter Elst am La-Silla-Observatorium (IAU-Code 809) der Europäischen Südsternwarte in Chile entdeckt wurde.
Der Asteroid wurde am 27. Mai 2010 nach dem in Norwegen geborenen amerikanischen Zoologen Leonhard Hess Stejneger (1851–1943) benannt, der mehr als 400 wissenschaftliche Arbeiten, unter anderem über Vögel, Reptilien und Robben, verfasste.